# Giennadij Kowalow (biathlonista)
Giennadij Iwanowicz Kowalow (ros. Геннадий Иванович Ковалёв; ur. 10 października 1945 w Nowym Durułguju, zm. 30 grudnia 2024 w Czycie) – rosyjski biathlonista reprezentujący ZSRR. W 1973 roku wystąpił na mistrzostwach świata w Lake Placid, gdzie wspólnie z Aleksandem Tichonowem, Rinatem Safinem i Jurijem Kołmakowem zdobył złoty medal w sztafecie. Na tych samych mistrzostwach był też drugi w biegu indywidualnym, rozdzielając na podium Tichonowa i Tora Svendsbergeta z Norwegii. Brał też udział w mistrzostwach świata w Mińsku rok później, gdzie zajął 16. miejsce w biegu indywidualnym. Nigdy nie wystąpił na igrzyskach olimpijskich. Nigdy też nie wystartował w zawodach Pucharu Świata.

## Osiągnięcia

### Mistrzostwa świata
| Rok  | Miejscowość | Konkurencje | Konkurencje | Konkurencje | Konkurencje | Konkurencje | Konkurencje | Konkurencje |
| Rok  | Miejscowość | IN          | SP          | PU          | MS          | RL          | MR          | SR          |
| ---- | ----------- | ----------- | ----------- | ----------- | ----------- | ----------- | ----------- | ----------- |
| 1973 | Lake Placid | 2.          | nd.         | nd.         | nd.         | 1.          | nd.         | –           |
| 1974 | Mińsk       | 16.         | –           | nd.         | nd.         | –           | nd.         | –           |